# پراسکاتشکا
پراسکاتشکا (به چکی: Praskačka) یک منطقهٔ مسکونی در جمهوری چک است که در ناحیه هرادتس کرالووه واقع شده‌است. پراسکاتشکا ۹۳۲ نفر جمعیت دارد.